# Финк, Владимир Александрович
Владимир Александрович Финк (укр. Володимир Олександрович Фінк; 28 марта 1958, Вылково, Алтайский край — 13 января 2005, Белая Церковь, Киевская область) — советский футболист, после завершения игровой карьеры — начальник команды «Черноморец-2» (Одесса) (1979—1981), администратор «Черноморца». Мастер спорта СССР.

## Биография
В историю одесского «Черноморца» вошёл как рекордсмен клуба по количеству забитых мячей (15) в высшей лиге за сезон в Чемпионате СССР (1983 г., третий результат сезона в стране).
Трагически погиб в автокатастрофе в районе Белой Церкви вместе с водителем клуба Дмитрием Лукьяненко. Похоронен в Одессе на Таировском кладбище.
С 2005 года по инициативе футбольного клуба «Черноморец» лучшему бомбардиру чемпионата Одессы вручается Кубок памяти Владимира Финка.
Владимиру Финку также посвящён кубок, завоеванный нападающим «Черноморца» Александром Косыриным за победу в споре бомбардиров в чемпионате Украины-2004/05. Владимир Александрович служил своеобразным талисманом для футболистов «Черноморца». Во время календарных матчей одесситов Финк во втором тайме неизменно занимал позицию за воротами соперника, по собственному признанию Владимира Александровича: «На удачу!».
16 сентября 2018 года на аллее футбольной славы ФК «Черноморец» (Одесса) былa открытa новaя именная плита, посвящённая Владимиру Финку.

## Достижения
- В списках лучших футболистов УССР[укр.]: 1983 — № 2